# Гурбанова, Наила Гурбан кызы
Наила Гурбан кызы Гурбанова (азерб. Nailə Qurban qızı Qurbanova; род. 1962, Закатальский район) — советский азербайджанский табаковод. Депутат Верховного Совета СССР 11-го созыва (1984—1989).

## Биография
Родилась в 1962 году в селе Верхиян Закатальского района Азербайджанской ССР (ныне село Бахматли Закатальского района).
Окончив в 1979 году сельскую среднюю школу, начала трудовую деятельность табаководом, с 1982 года — звеньевая комсомольско-молодёжного табаководческого звена колхоза имени Калинина Закатальского района республики.
Достигла высоких результатов при выполнении плана по производству сельскохозяйственной продукции одиннадцатой пятилетки (1981—1985), за 1981—1983 годы выполнила шесть годовых норм, выполнила личный план пятилетки досрочно. В 1982 году, возглавив комсомольско-молодёжное звено, обеспечила успешную организацию труда в коллективе: за счёт усовершенствования технологии сбора и формирования пучков звено в 1982 году сдало государству более 60 центнеров табачного листа сверх плана.
Активно участвовала в общественно-политической жизни республики и Советского Союза, с 1982 года состояла в КПСС, избиралась членом районного партийного комитета, исполняла обязанности секретаря парткома бригады. Избиралась депутатом Верхиянского сельского и Закатальского районного советов, членом правления колхоза. В 1984 году избрана депутатом Совета Национальностей Верховного Совета СССР 11-го созыва от Закатальского избирательного округа № 207, была членом Комиссии по здравоохранению и социальному обеспечению.
Проживает в родном селе Бахматли Закатальского района.